# In nome del loro potere tutto è stato fatto
In nome del loro potere tutto è stato fatto...per distruggere il mondo dove tu vivi è il primo EP dei milanesi Wretched, dopo lo split con gli Indigesti.

## Tracce
1. La logica del potere
2. Spero venga la guerra
3. Combatti
4. Muori per la patria muori per niente
5. Solo guerra
6. Nessun diritto
7. Ti obbligano ad obbedire
8. Non posso sopportare

## Formazione
- Gianmario - voce
- Daniele - chitarra
- Gianluca - basso
- Crema - batteria